# Ohel-Mosche-Synagoge (Warschau)
Die  Ohel-Mosche-Synagoge von Warschau  war eine zionistische Schul-Synagoge in der polnischen Hauptstadt Warschau, die zum Gedenken an Moses Montefiore Ohel Mosche (אהל משה) genannt wurde.

## Geschichte
Die Ohel-Mosche-Synagoge, die 1885 von der Gesellschaft der zionistischen Hovevei Zion (חובבי ציון) gegründet wurde, war deren einzige zionistische Synagoge Warschaus neben einer ebenfalls zionistischen Moriah-Synagoge. Der Gottesdienst wurde in Jiddisch gehalten. Das Gebäude war zugleich eine Synagoge des traditionell geprägten, religiösen und zionistischen polnischen Teils der jüdischen Warschauer Gemeinde.
Zionistische Organisationen wie die Hovevei Zion oder die Gesellschaft Menuha ve Nahalah waren am Ende des 18. Jahrhunderts in Warschau sehr erfolgreich, wobei die Gesellschaft der Hovevei Zion Warschaus von Ludwik Lejzer Zamenhof gegründet wurde. Auch eröffnete die Gesellschaft Hovevei Zion den ersten modernen zionistisch geprägten heder metukkan mit Synagoge an der Nalewki Straße in Warschau. Finanziert wurde dieser Neubau von Ludwik Lejzer Zamenhof, der an einer ersten jemals geschriebenen Grammatik des Jiddisch arbeitete, die unter dem Pseudonym „Dr. X“ im Jahre 1909 veröffentlicht wurde.
Die Ohel-Mosche-Synagoge wurde von den Nationalsozialisten am 15. Mai 1943, im Zuge der Niederschlagung des Aufstandes im Warschauer Ghetto, zerstört.